# Завадская, Евгения Владимировна
Евге́ния Влади́мировна Зава́дская (29 мая 1930, Москва, СССР — 27 мая 2002, Москва, Российская Федерация) — советский и российский востоковед-китаист, историк искусства, переводчик. Кандидат искусствоведения, доктор философских наук.

## Биография
Родилась в семье служащего. Духовная дочь о. Александра Меня.
В 1953 году окончила исторический факультет МГУ имени М. В. Ломоносова.
В 1950—1954 годах — научный сотрудник Музея восточных культур, в 1954—1957 годах — Института философии АН СССР, с 1957 года по 2002 год — Института востоковедения АН СССР/РАН.
В 1962 году защитила диссертацию на соискание учёной степени кандидата искусствоведения по теме «Живопись гохуа в новом Китае. (О традиции и новаторстве)».
В августе 1968 года поставила подпись под письмом против введения в Чехословакию войск СССР и в защиту участников демонстрации 25 августа 1968 года, состоявшейся на Красной площади. Вследствие этого советские органы власти «требовали её увольнения» из Института востоковедения. Значительными усилиями заведующего Отделом Китая Института востоковедения АН СССР Л. П. Делюсина и директора института Б. Г. Гафурова увольнение не состоялось. В то же время Завадской запретили посещать Китай. Синолог А. И. Кобзев отмечал, что вследствие этого инцидента, а также из-за дружбы с рядом интеллектуалов и получения наставлений у богослова А. В. Меня Завадская «совершенно несоразмерно со своим научным весом и обилием публикаций почти до перестроечных времён пребывала в статусе невыездного младшего научного сотрудника».
В 1984 году защитила диссертацию на соискание учёной степени доктора философских наук по теме «Эстетические проблемы живописи старого Китая». Ранее длительный период Завадскую не допускали к защите диссертации по политическим причинам.
Преподавала в Институте им. В. И. Сурикова, в 1990-х годах работала на Тайване, читала лекции по русской литературе, переводила на китайский язык стихи Мандельштама, Бродского, других поэтов.
В тайваньский период своей жизни взяла себе псевдоним Бай-чжи (букв. «Чистый Лист» или «Белая Бумага»), который был получен от художника и искусствоведа Чэнь Чуань-си. Участвовала в ретрите, проводимом в женском монастыре под Тайбэем. Планировала остаться на Тайване до конца жизни.
Тяжело заболела на Тайване. Вернулась в Москву и сильно страдала от боли. Впоследствии скончалась от рака.

## Научные труды

### Монографии
- Современное прикладное искусство Китая. М., ИВЛ, 1959.
- Слово о живописи из Сада с горчичное зерно. / Пер. и комм. Е. В. Завадской. М., Наука, 1969.
- Восток на Западе. М., Наука, 1970.
- Эстетические проблемы живописи старого Китая. М., Искусство, 1975.
- Культура Востока в современном западном мире. М., Наука (ГРВЛ), 1977.
- «Беседы о живописи» Шитао. М., Наука, 1978.
- Ци Бай-ши. М., Искусство, 1982.
- Мудрое вдохновение: Ми Фу, 1052—1107. М., Наука, 1983.
- Японское искусство книги (VII—XIX вв.). — М.: «Книга», 1986. — 226 стр. Тираж 10000 экз.
- Василий Васильевич Верещагин. М., Искусство. 1986.
- Сальвадор Дали. Живопись. Скульптура. Графика. — М.: Изобразительное искусство, 1992. — 64 с.
- Уроки китайских мастеров «молчаливой поэзии» Архивная копия от 16 июля 2016 на Wayback Machine (рукопись). 1993.
- Уроки китайских мастеров «молчаливой поэзии» (1993 г.) // Архив российской китаистики. Т. IV / сост. А. И. Кобзев; отв. ред. С. В. Дмитриев. — М.: Институт востоковедения РАН, 2016. — С. 180—286. — 832 с. — ISBN 978-5-89282-700-3.

### Статьи
- Эстетический канон жизни художника — фэнлю (ветер и поток) // Проблема канона в древнем и средневековом искусстве Азии и Африки М.: Наука, 1973.
- Философско-эстетическое осознание тени в классической культуре Китая // Из истории культуры средних веков и Возрождения. М., 1976
- Воспоминание как философско-эстетическая категория // Китай: государство и общество. М., 1977.
- «Луг духовный» Иоанна Мосха и его китайский аналог // 10-я НК «Общество и государство в Китае». Ч. 1. М., 1979.
- Даосская поэтика странствий // Дао и даосизм в Китае. М., 1982. Миссия слова в «Лунь юе» // Конфуцианство в Китае: проблемы теории и практики. М., 1982.
- Китай. // История эстетической мысли: становление и развитие эстетики как науки. В 6 т. М., 1985. Т. 2. Средневековый Восток. Европа XV XVIII вв.
- Категория высшей эстетической ценности (и-пинь) в традиционной китайской аксиологии // Эстетическая ценность в системе культуры. М., 1986.
- Художественное развитие стран Дальнего Востока в XVII начале XX в.: Китай, Корея, Япония // Художественная культура в капиталистическом обществе. Л., 1986.
- Художественный образ утопической мысли // Китайские социальные утопии. М., 1987.
- Ихэюань — Сад, творящий гармонию // Сад одного цветка: сб. науч. ст. М.: Наука, 1991.